# Handel detaliczny

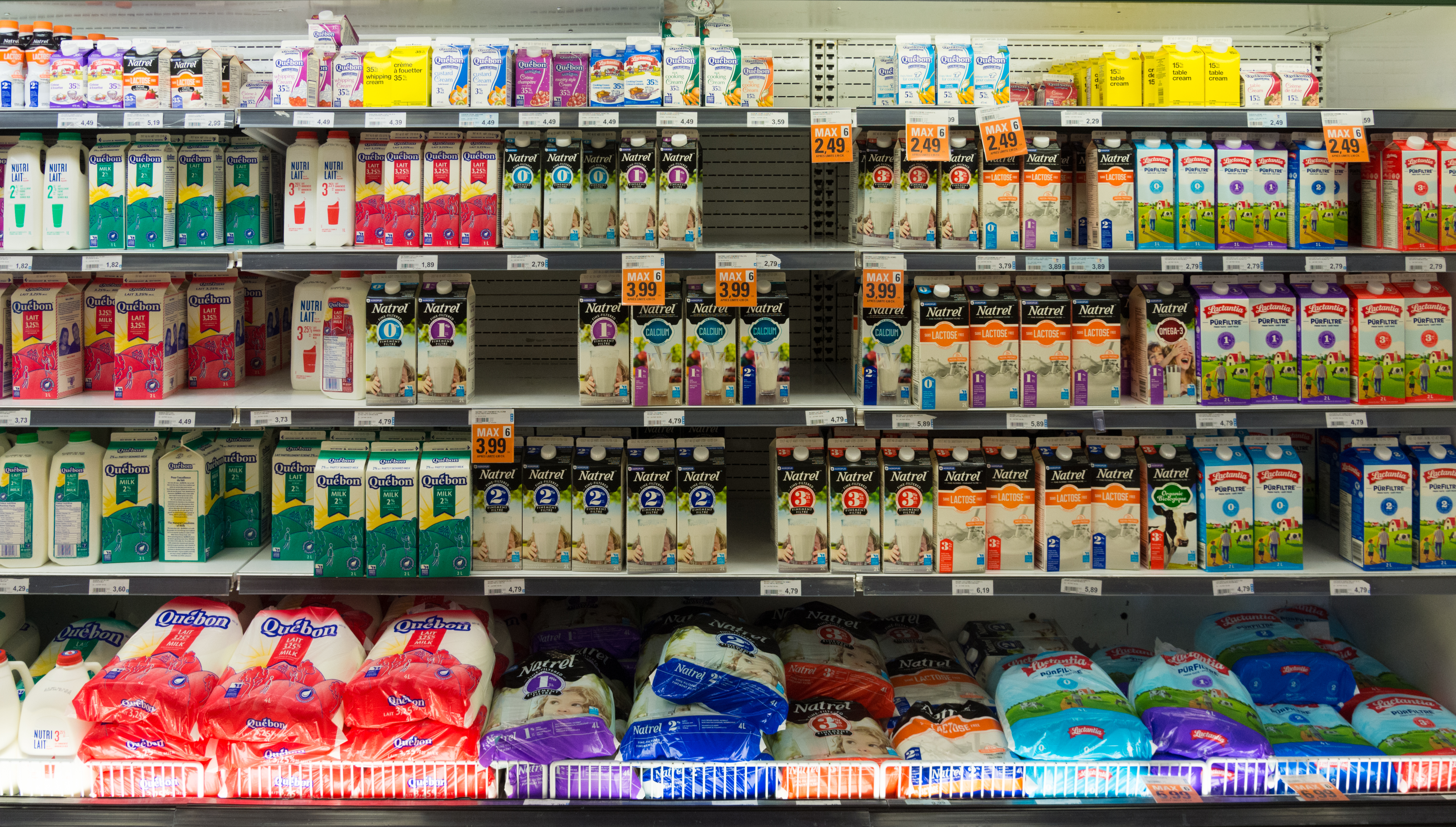
Produkty oferowane w sprzedaży detalicznej w sklepie

Handel detaliczny – handel polegający na realizacji sprzedaży detalicznej w niewielkich ilościach, odbywającej się w punktach sprzedaży detalicznej, w sklepach, kioskach, na straganach, przez dostawę do mieszkań. Jest ostatnim ogniwem obrotu towarowego.

## Opis
Do podstawowych zadań handlu detalicznego należy:
- zaopatrywanie konsumentów w towary zaspokajające ich potrzeby w sposób pełny i prawidłowy, oferowanie dodatkowych usług (np. dostawy do domu, sprzedaż ratalna, zamówienia telefoniczne), odpowiednie opakowania,
- celowe kształtowanie konsumpcji poprzez reklamę, sposób oferowania, dodatkowe usługi przy zakupie itd.
- współudział w kształtowaniu cen na towary przez rejestrowanie reakcji rynku na zmiany cen,
- prowadzenie produkcji i przetwórstwa dla uzupełnienia i wzbogacenia oferty.